# 가와노역
가와노역(일본어: 河曲駅)은 일본 미에현 스즈카시에 있는 도카이 여객철도 간사이 본선의 역이다.

## 타는 곳
| 1 | ■ 간사이 본선 | 하행 | 가메야마 방면          |
| 2 | ■ 간사이 본선 | 상행 | 욧카이치 · 나고야 방면 |

## 이용 현황
| 연도     | 하루 평균 승차 인원 |
| 1998년도 | 235명               |
| 1999년도 | 243명               |
| 2000년도 | 236명               |
| 2001년도 | 249명               |
| 2002년도 | 251명               |
| 2003년도 | 250명               |
| 2004년도 | 246명               |
| 2005년도 | 225명               |
| 2006년도 | 214명               |
| 2007년도 | 220명               |
| 2008년도 | 225명               |
| 2009년도 | 234명               |
| -------- | ------------------- |

## 역사
- 1928년 7월 1일 : 기다 신호장(일본어: 木田信号場)으로 개설.
- 1949년 3월 1일 : 스즈카역(일본어: 鈴鹿駅)으로 승격.
- 1973년 7월 10일 : 이세 철도 이세 선 스즈카 역 개업과 동시에 가와노역으로 개칭.
- 1987년 4월 1일 : 민영화에 의해, 도카이 여객철도로 이관.

## 인접정차역
| 도카이 여객철도 간사이 본선 | 도카이 여객철도 간사이 본선 | 도카이 여객철도 간사이 본선 |
| --------------------------- | --------------------------- | --------------------------- |
| 가와라다 나고야 방면        | ■ 쾌속 ■ 구간쾌속 ■ 보통    | 가사도 가메야마 방면        |